# Titina
Pour plus de détails, voir Fiche technique et Distribution.

Titina est un film d'animation pour enfants de Kajsa Næss, sorti en 2022,,,. Il est basé sur l'histoire de l'expédition d'Umberto Nobile et de Roald Amundsen.
La voix de Nobile est celle de Raphaël Personnaz.

## Synopsis
Dans les années 1920, l'ingénieur aéronautique italien Umberto Nobile conçoit un dirigeable capable de survoler le pôle Nord à la demande de l'explorateur Roald Amundsen. Une fois finie, il part avec lui en compagnie de son jeune chien Titina pour voler pour la première fois au dessus du pôle Nord.

## Date de sortie
- 21 octobre 2022
- 8 février 2023

### Box Office
| Pays ou région | Box-office     | Date d'arrêt du box-office | Nombre de semaines |
| -------------- | -------------- | -------------------------- | ------------------ |
| France         | 49 522 entrées | 19 avril 2023              | 10                 |